# Stanislas de Szczepanów
Pour les articles homonymes, voir Saint Stanislas.
Stanislas de Szczepanów (en polonais Stanisław ze Szczepanowa), né en 1030 à Szczepanów et mort le 11 avril 1079 à Cracovie, fut un évêque de cette même ville. Assassiné alors qu'il célébrait l'eucharistie et considéré comme martyr de la foi chrétienne, il fut canonisé en 1253. Proclamé saint patron de la Pologne, il est liturgiquement commémoré le 11 avril dans le monde et le 8 mai en Pologne.

## Biographie et tradition
Il est difficile de démêler le vrai du légendaire concernant une partie de la vie de Stanislas. Pour les catholiques, notamment de Pologne, c’est un saint, pour les historiens, un personnage plus compliqué car il existe plusieurs versions de sa vie, et sa biographie n’a été écrite que bien des années après sa mort. Les sources les plus anciennes qui le mentionnant sont les chroniques de Gallus Anonymus et de Wincenty Kadłubek, ainsi que deux biographies de saint Stanislas, composées à l'époque de sa canonisation (1253) par le dominicain Vincent de Kielce (pl). Cependant ces récits médiévaux ont tendance à mélanger le légendaire au factuel.
D’après la tradition, Stanislas serait né à Szczepanów, un village situé près de la petite ville de Brzesko en Petite-Pologne sans doute en 1030 et le 26 juillet. Il serait l’enfant unique d’un couple de pieux nobles, Wielisław et Bogna. "Sois et glorifie Dieu" s'exclama son père à sa naissance, d'où l'origine de son nom. Celui qui le porta devait glorifier Dieu par toute sa vie. Ses parents l’envoyèrent à l’école cathédrale de Cracovie sous la protection de l’évêque Aaron. De là, il fut envoyé à l’école de Gniezno (alors capitale de la Pologne), puis à l’étranger, probablement à Liège, alors grand centre de développement des sciences théologiques et de la réforme de l’Église. Une autre tradition propose qu'il soit parti à Paris où durant sept années il se lia aux Bénédictins de Saint-Germain-des-Prés où la règle bénédictine dite « clunisienne » avait introduite en 1024. Il établit ainsi une relation plus soutenue entre les Églises de Pologne et de France.
Rappelé en Pologne par le nouvel évêque de Cracovie Lambert Suła (en), il fut ordonné prêtre et il resta attaché à la curie de l'évêque. Il devient le prédicateur infatigable de la réforme de Cluny. Nommé un moment à une paroisse des alentours de Cracovie, il y revient pour diriger l’école cathédrale et la bibliothèque de la cathédrale du Wawel en tant que vicaire général.
Le prince polonais Bolesław II fit de lui l'un de ses chapelains. Dès lors Stanislas travailla auprès de l’évêque à la chancellerie. À la mort de l’évêque Lambert, Stanislas fut nommé comme son successeur en 1072, à l'âge de 36 ans, et devient ainsi l'un des premiers évêques d’origine polonaise. Dans un premier temps, la collaboration du duc Bolesław II et de l’évêque se passa très bien.
Les raisons du conflit entre Stanislas et le roi Bolesław II dit le Cruel, sont mal connues. Selon Wincenty Kadłubek, Stanislas aurait pris la défense de l’épouse infidèle d’un chevalier qui avait accompagné le roi dans sa campagne contre la Rus' de Kiev. Ce qui est certain est que Bolesław II menait une guerre à l'Est et cette longue action militaire contre les Russes démoralisa ses soldats qui se mirent à déserter. Furieux, le roi rentra à Cracovie et commença à rendre sa justice. Les déserteurs furent exécutés et leurs femmes condamnées cruellement. Stanislas dénonça la répression mais Bolesław II n'accepta pas de voir son autorité contestée. Stanislas excommunia le roi et lui interdit l'entrée dans les églises avant d'avoir fait pénitence.
Comme riposte, le roi accusa l’évêque Stanislas d’avoir dérobé les terres d’un certain Piotrawin n’ayant aucun acte de propriété en sa possession. La légende veut que Stanislas, après avoir jeûné, prié et veillé, soit allé réveiller l’ancien propriétaire décédé le temps de le faire témoigner avant de le ramener à son cercueil, ce qui ne le sauvera malheureusement pas.
Ainsi, le roi envoya ses hommes pour l’exécuter en pleine messe sans établir de procès, mais comme ils ne réussirent pas à porter atteinte à l'évêque, le roi n'hésita pas à l'égorger au pied de l'autel de l’église de Skałka. Cela lui vaudra le martyre. Ainsi glorife-t-il Dieu une dernière fois. Selon les récits, cela se passa le 11 avril ou le 8 mai 1079. Après la mort de sa victime, Bolesław II ordonna de découper son corps. Toujours selon la légende, ses restes auraient été protégés par des aigles et se serait miraculeusement reconstitué par la suite.
Ce meurtre a suscité l'indignation dans tout le pays et a conduit au détrônement du roi Bolesław II, qui a dû se réfugier en Hongrie et qui fut remplacé par son frère, Ladislas Ier Herman.

## Souvenir et vénération
Les restes de l'évêque furent transférés à la cathédrale de Wawel dès 1089 où ils reposent jusqu'à aujourd'hui dans un cercueil d'argent dans le milieu de la confession baroque. La cathédrale du Wawel porte son nom. L’église des Paulins à Skałka, lieu de son martyre est un autre sanctuaire cracovien voué à son culte.
Le 17 septembre 1253, le pape Innocent IV canonisa Stanislas et le premier pèlerinage, depuis la cathédrale du Wawel, où repose sa dépouille, jusqu’à l’église de Skałce, lieu de sa mort, a eu lieu le 8 mai 1254. Depuis la procession se fait le premier dimanche après le 8 mai.
Presque tous les rois polonais à commencer par Władysław Ier, ont été couronnés devant le sarcophage de saint Stanislas, situé au centre de la cathédrale du Wawel. En 1509, en reconnaissance de sa victoire sur Bogdan III le Borgne, voïvode de Moldavie, le roi Zygmunt Ier commanda un triptyque en argent pour le mausolée de saint Stanislas dans la cathédrale et en environ 1630, le roi Zygmunt III Vasa commanda un cercueil en argent pour les reliques du saint. Les deux ont été détruits par les troupes suédoises de Paul Würtz pendant l'invasion suédoise de la Pologne vers 1650. Le nouveau sarcophage a été mis en place en 1671.
Liturgiquement saint Stanislas est commémoré le 11 avril.

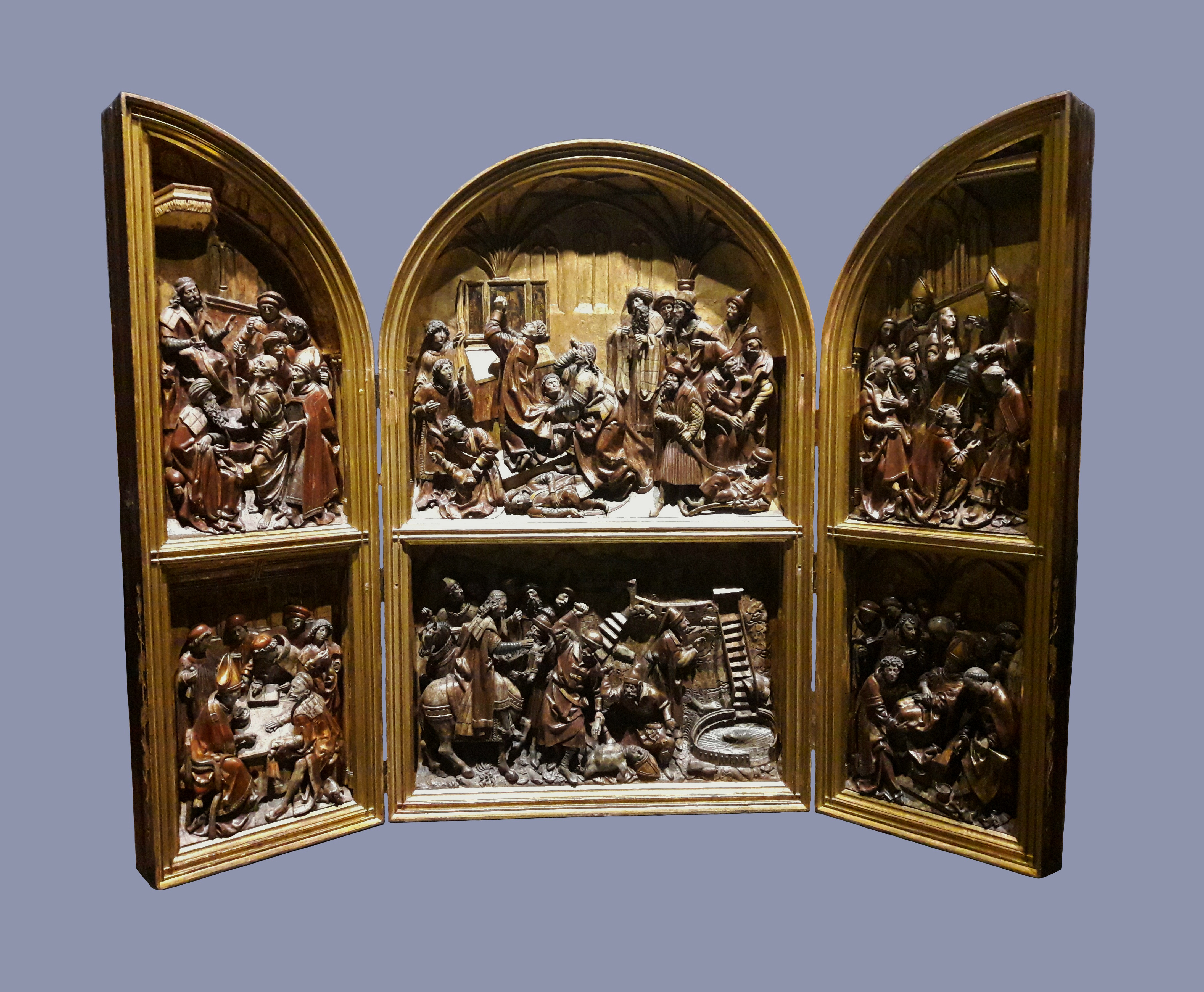
Maquette en bois de l'autel en argent de saint Stanislas, vers 1512, l'autel en argent a été détruit en 1657 par les troupes suédoises  [6].
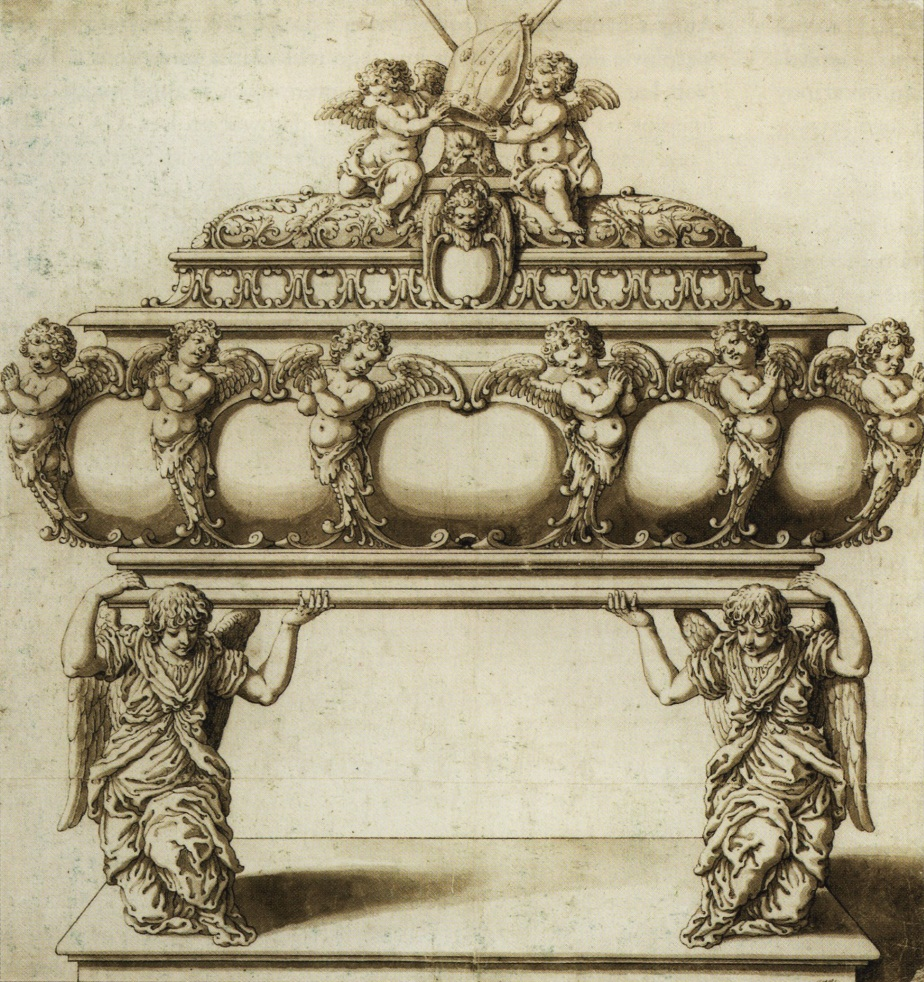
Projet de sarcophage en argent de saint Stanislas, vers 1630, le sarcophage a été détruit en 1657 par les troupes suédoises   [7].
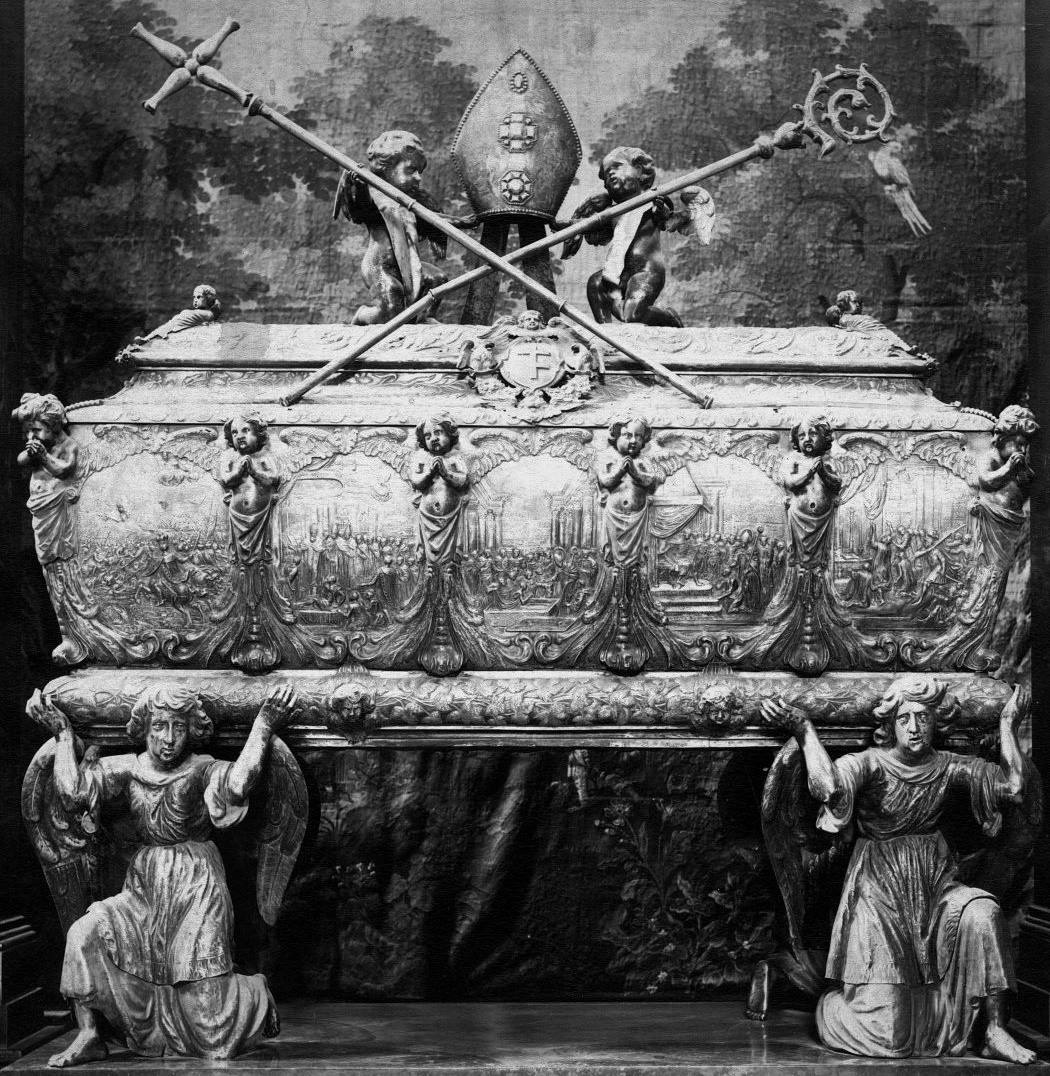
Sarcophage final en argent de saint Stanislas, 1669-1671, cathédrale de Wawel.
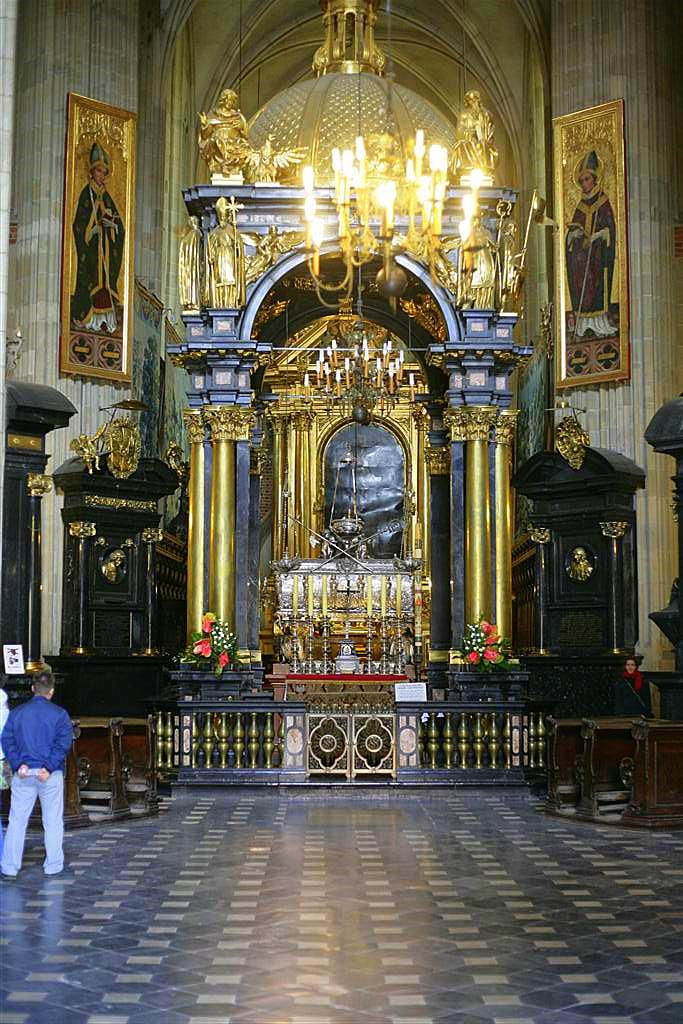
Autel et sarcophage de Saint Stanislas.
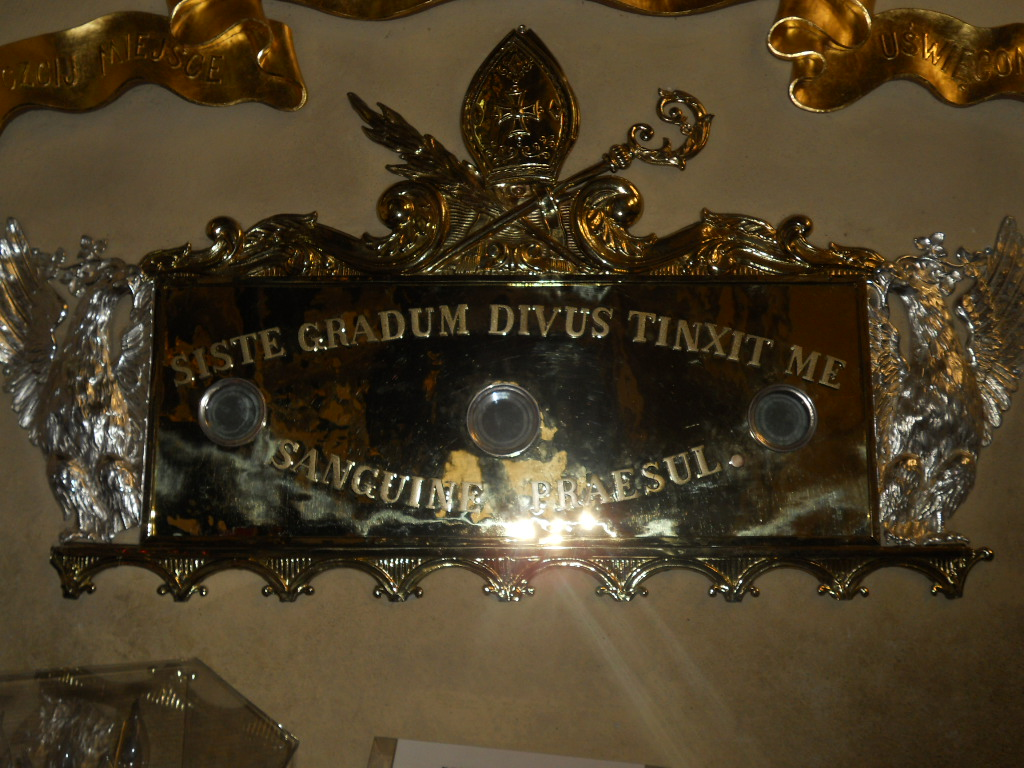
La marche de l'autel sur lequel il fut assassiné (à l’église Skałka).